# Jakob bar Idi
R. Jakob bar Idi (auch Jakob bar Iddi) war ein Amoräer der 3. Generation in Palästina und lebte und wirkte im dritten und vierten nachchristlichen Jahrhundert.
Er war Schüler Jochanans.